# Field Music
Field Music ist eine britische Indie-Rock-Band aus Sunderland.

## Bandgeschichte
Field Music begann Mitte der 2000er als Trio bestehend aus den Brüdern Peter und David Brewis und Andrew Moore. Nach drei Alben, die keinen größeren Erfolg bescherten, wandten sich die Musiker 2007 anderen Projekten zu.
2009 kam es zu einer Neuauflage der Band mit den beiden Brüdern und Kev Dosdale und Ian Black (Andrew Moore wird als "resting" – pausierend – geführt). Sie veröffentlichten Anfang 2010 das Album Measure, das mit 20 Titeln fast Doppel-Album-Länge hat. Damit konnten sie sowohl in den englischen Charts als auch in den USA überzeugen, wo es in den Heatseeker-Charts für neue Künstler auf Platz 30 kam.

## Mitglieder
- Peter Brewis
- David Brewis
- Kev Dosdale
- Ian Black
- Andrew Moore

## Diskografie
Alben
- Field Music (2005)
- Write Your Own History (2006)
- Tones of Town (2007)
- Field Music (Measure) (2010)
- Plumb (2012)
- Commontime (2016)
- Open Here (2018)
- Making a New World (2020)